# Agilis szoftverfejlesztés
Az agilis szoftverfejlesztés a szoftverfejlesztési módszerek egy csoportja, ahol a szoftverkövetelmények és a megoldások együttműködésen keresztül együtt fejlődnek az önszerveződő és keresztfunkcionális csapatok között. Ez elősegíti az alkalmazkodó tervezést, az evolúciós fejlesztést, korai szállítást, folytonos továbbfejlesztést és bátorít a változásokra adható gyors és rugalmas válaszokra.
A Kiáltvány az agilis szoftverfejlesztésért, először 2001-ben vezette be az agilis kifejezést a szoftverfejlesztés keretében. Habár mindez ez a DuPont-nál a 80-as évek közepén fejlesztett technikákból fejlődött ki és később James Martin és James Kerr et al. definiálta.

## Története

### Elődök
A növekményes szoftverfejlesztési módszerek egészen 1957-ig vezethetők vissza. 1974-ben E. A. Edmonds írt egy dolgozatot, amelyben bevezetett egy alkalmazkodó szoftverfejlesztési folyamatot. Ezzel párhuzamosan, és teljesen függetlenül ugyanazt a módszert fejlesztette ki és alkalmazta a New York Telefon Társaság Rendszerfejlesztési Központja Dan Gielan igazgatása alatt. A korai 1970-es években Tom Gilb elkezdte publikálni az evolúciós projektmenedzsment (EVO) koncepcióját, amely a competitive engineering-é nőtte ki magát. Az 1970-es évek közepétől a végéig Gielan alapos előadásokat tartott Amerika szerte erről a módszertanról és gyakorlatáról és előnyeiről.
A pehelysúlyú szoftverfejlesztési módszerek egy csoportja kezdett kifejlődni az 1990-es évek közepén válaszul a nehézsúlyú vízesés-orientált módszerekre, amely kritikákat nevezik nehezen szabályozhatónak, nagyszámúnak és mikromenedzseltnek; habár egyes hívei ezen pehelysúlyú módszereknek azt állították, hogy csak visszatértek a korai szoftverfejlesztési gyakorlathoz. Ezek a pehelysúlyú módszerek a következők voltak: 1994-ből a Unified Process és a dinamikus rendszerfejlesztési módszer (angol rövidítéssel DSDM); 1995-ből a Scrum; 1996-ból a crystal clear és az extrém programozás (angol rövidítéssel XP) és 1997-ből az adaptív szoftverfejlesztés és a funkcióvezérelt fejlesztés. Habár ezek a Kiáltvány az agilis szoftverfejlesztésért 2001-es közzététele előttről származnak, mostanra együttesen hivatkoznak rájuk, mint agilis módszerekre; és gyakran rövidítik egyszerűen Agilisnek, nagy kezdő A-val.
Érdemes megjegyezni, hogy az agilis jelző csak részben fedi a Kiáltvány az agilis szoftverfejlesztésért-ben megfogalmazottakat, az adaptív, alkalmazkodóképes jelzők pontosabban jellemzik az alapvető értékeket. Ezért is szoktuk inkább nagy kezdőbetűvel írni, ha a Kiáltványra és annak értelmezésére gondolunk.

### Kiáltvány az agilis szoftverfejlesztésért
2001 februárjában 17 szoftverfejlesztési szakértő (lásd alább) találkozott Snowbird Üdülőközpontban Utah-ban, hogy megbeszéljék a tapasztalataikat a pehelysúlyú szoftverfejlesztési módszerekkel kapcsolatban. Megfogalmazták és kiadták az alábbi kiáltványt: Kiáltvány az agilis szoftverfejlesztésért
Néhány szerző megalakította az Agilis Szövetséget (angolul Agile Alliance), egy nonprofit szervezetet, amely segíti a szoftverfejlesztést a kiáltvány értékei és alapelvei szerint.

#### Agilis szoftverfejlesztés elvei
A S.O.L.I.D. alapelvek adják az agilis szoftverfejlesztés alapját.

## Áttekintés

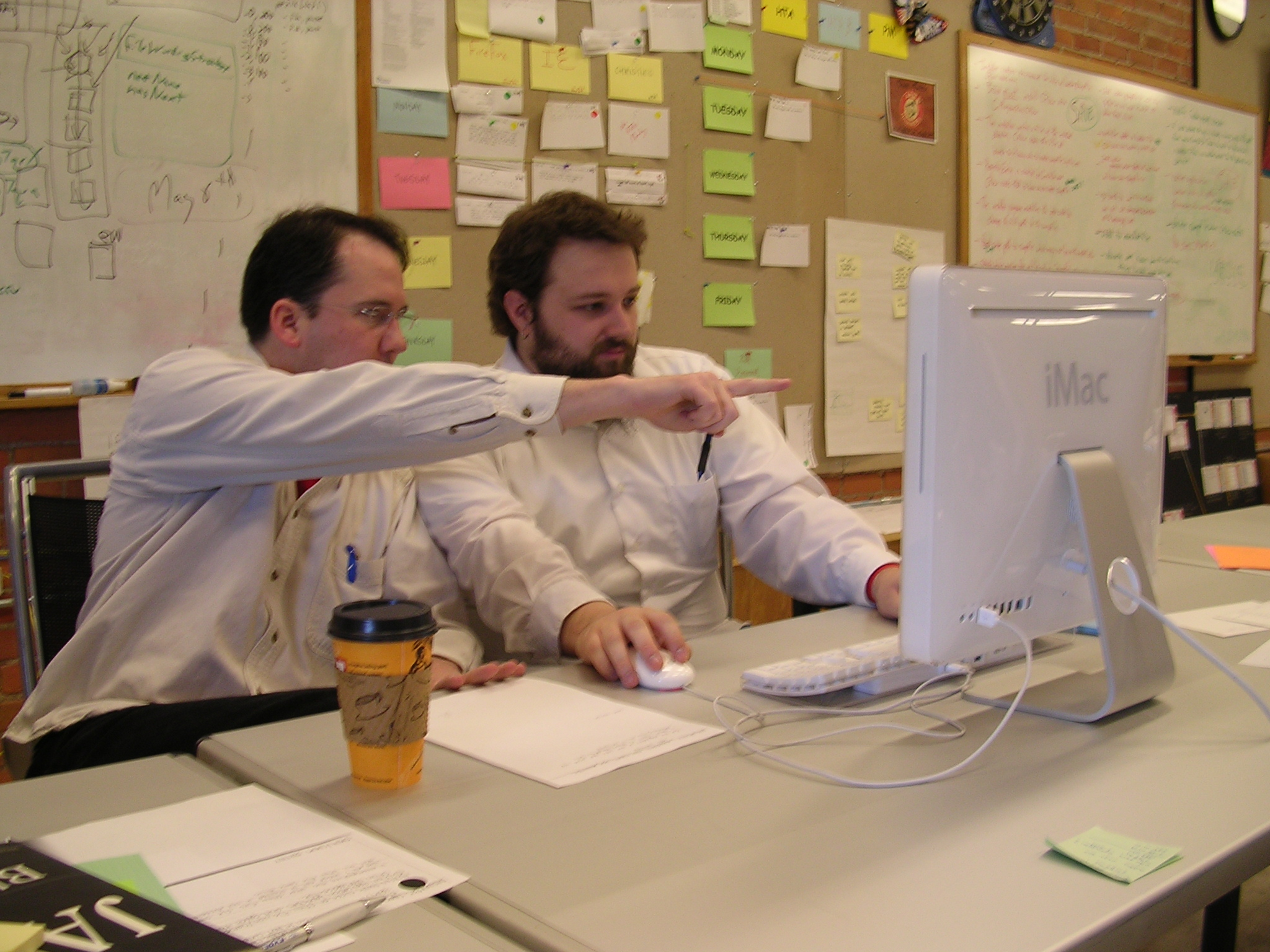
Páros programozás, egy XP által használt agilis fejlesztési technika.

Számos konkrét agilis fejlesztési módszer létezik. Legtöbbjük elősegíti a fejlesztést, csoportmunkát, együttműködést és folyamat alkalmazkodását a projekt életciklusán keresztül.

### Ismétlődő, növekményes és evolúciós
A legtöbb agilis módszer lebontja a feladatot kisebb feladatokra. Egy fejlesztési ciklus (azaz iteráció vagy sprint) maximum 4 hétig tart. Ezt az időtartamot idődoboznak hívjuk. Minden iterációban lévő feladat elkészítése egy keresztfunkcionális fejlesztői csoport feladata, amely a tervezéstől, elemzéstől a programozáson át a tesztelésig és átvételi tesztig mindent elvégez. Az iteráció végén bemutatják az elkészült feladatokat a megrendelőnek. Így minimalizálhatóak a hosszú fejlesztésből fakadó kockázatok, és a projekt gyorsan alkalmazkodhat a változásokhoz. A növekmény talán nem alkalmas az értékesítésre önmagában, azonban cél, hogy minden fejlesztési ciklus végén potenciálisan szállítható termék készüljön el. A módszer ismétlődésen (iteráción) alapul (minden alkalommal azonos szakaszokon megy végig a fejlesztőcsoport), és növekményes (inkrementális), mert mindig a már elkészült növekményt egészítik ki.

### Eredményes és szemtől-szembe való kommunikáció
Az agilis módszerek nagyobb hangsúlyt fektetnek a közvetlen, mint az írásbeli kommunikációra. A csapatok mérete ezért 3-9 fő ideális esetben, ennél nagyobb csapatban nem alakul ki a csapatszellem, vagy több csapatot kell létrehozni, amelyek között kommunikációs problémák léphetnek fel. A csapattagok ideális esetben egy térben dolgoznak, és kereszt-funkcionálisak, ami azt jelenti, hogy a csapat rendelkezik azokkal a készségekkel, amelyek szükségesek a feladat, munka vagy projekt elvégzéséhez.
Minden csapatban van egy delegált a megrendelő részéről, a Scrum keretrendszerben ő a Terméktulajdonos (angolul Product Owner). A fejlesztés egész ideje alatt rendelkezésre áll, hogy a felmerülő kérdéseket megválaszolja. Az iterációs szakasz végén a fejlesztők és a megbízó delegáltja együtt kiértékelik a növekményt. A megbízótól érkező személy fontos feladata, hogy az elkészítendő funkciókat fontossági sorrendjét felállítsa üzleti szempontból (megtérülési mutató, azaz return of investment - ROI). A fejlesztői csapat a legmagasabb prioritású funkciókat veszi előre.
Az agilis szoftverfejlesztésben általában elhelyeznek az iroda egyik feltűnő pontján egy általában nagyméretű információs táblát (information radiator). Ezen mindenki láthatja a szoftver vagy más termék projektje fejlesztésének naprakész állapotát. A kifejezést Alistair Cockburn alkotta meg és írta le 2002-es könyvében, az Agilis szoftverfejlesztésben. Egy úgynevezett build light indicator (a projekt elkészültségi fokára utaló fényjelző) szintén tájékoztathatja a csapat tagjait a feladat állásáról.

### Összpontosítás a minőségre
Speciális eszközöket és technikákat, mint pl. a folyamatos integráció, automatikus egységtesztelés, páros programozás, tesztvezérelt fejlesztés, tervezési minták, domainvezérelt tervezés, kódrefaktorálás és másokat gyakran használnak a minőség javítására és a projektagilitás fokozására.

## Filozófia
A hagyományos szoftvertervezési filozófiákkal szemben az agilis szoftver fejlesztés a komplex rendszereket és projekteket dinamikus, nemdeterminisztikus és nemlineáris módon célozza, ahol a pontos becslés, a stabil terv és az előrejelzés korai stádiumban gyakran nehezen megvalósítható, ezért a nagyszabású előre elkészített tervek és lebontások valószínűleg hatalmas veszteséggel járnak abban az értelemben, hogy gazdaságilag (üzletileg) nem megalapozottak. Ezek az alapvető érvek, és a korábbi iparági tapasztalatok, éveken át tartó próbálkozások sikerei és kudarcai segítettek kidolgozni az agilis szoftverfejlesztésnek kedvező adaptív, iteratív és evoluciós fejlesztést.

### Iterációs kontra vízesésmodell
Az agilis és a vízeséses módszertanok közötti egyik fő különbség az, hogy hogyan tekintenek a minőség és a tesztelés kérdéskörére. A vízesésmodell mindig külön-külön tesztelési és építési (build) szakaszt definiál; ezzel szemben az agilis szoftverfejlesztés során a tesztelés rendszerint a tényleges fejlesztési (programozási) munkával egyidejűleg, vagy legalábbis ugyanazon iterációban zajlik.
Mivel a tesztelés minden, a szoftver egy-egy kicsiny részét előállító iterációnak része, a felhasználóknak sűrűbben lesz lehetőségük az új részeket használatba venni, és megismerni azok működését.
Miután a felhasználók pontos képet kapnak a továbbfejlesztett szoftver működéséről, jobb döntéseket tudnak hozni a szoftver jövőjéről. Azzal, hogy minden iterációban visszatekintő (retrospektív) és tervezési megbeszéléseket tartunk — a scrum módszertan szerint például általában kéthetente —, segítjük a fejlesztőket abban, hogy a terveket a lehető legcélszerűbb, leghasznosabb módon valósíthassák meg.
Ez az iteratív gyakorlat a vízesésmodell projektalapú szemléletmódjával szemben a terméket helyezi előtérbe. A szoftverre, mintegy élő szervezetként tekint, amely a környezet változásaira maga is változásokkal reagál. A szoftver teljes életútján, különösen pedig versenyhelyzetekben jelentkeznek változási igények; az iteratív szoftverfejlesztés ezen változások megvalósításának a kulcsa. Ugyanezért érdemi módosítások nélkül korlátozottan alkalmazható olyan környezetben (pl. orvostechnika), ahol a fejlesztési folyamatra, valamint a termékre vonatkozóan nagy számú változatlan, sőt megváltoztathatatlan – a projekt szervezet szempontjából – külső (pl. hatósági) követelmény van jelen. 

## Agilis szoftverfejlesztési módszerek

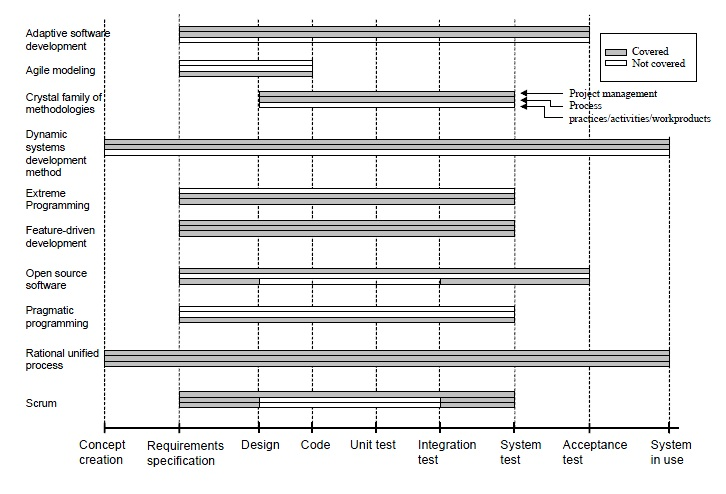
Software development life-cycle support

Az agilis szoftverfejlesztési módszerek a szoftverfejlesztési életciklus széles körét támogatják.  Néhányuk a gyakorlatokra összpontosít (pl. XP, pragmatikus programozás, agilis modellezés), míg mások a munkafolyamat menedzsmentjére összpontosítanak (pl. Scrum, Kanban). Néhány támogató tevékenység a követelmények meghatározásához és fejlesztéséhez (például FDD), míg mások a teljes fejlesztési életciklus lefedésére törekszenek (például DSDM,  RUP).
A főbb agilis szoftverfejlesztési keretrendszerek, módszerek az alábbiak:
| Keretrendszer                                | Fő közreműködő(k)                 |
| -------------------------------------------- | --------------------------------- |
| Adaptív szoftverfejlesztés (ASD)             | Jim Highsmith, Sam Bayer          |
| Agilis modellezés                            | Scott Ambler, Robert Cecil Martin |
| Agilis egységes folyamat (AUP)               | Scott Ambler                      |
| Fegyelmezett agilis szállítás                | Scott Ambler                      |
| Dinamikus rendszerfejlesztési módszer (DSDM) |                                   |
| Extrém programozás (XP)                      | Kent Beck, Robert Cecil Martin    |
| Funkcióközpontú fejlesztés (FDD)             | Jeff De Luca                      |
| Lean szoftverfejlesztés                      | Mary Poppendieck, Tom Poppendieck |
| Lean startup                                 | Eric Ries                         |
| Kanban                                       | Taiichi Ohno                      |
| Gyors alkalmazásfejlesztés (RAD)             | James Martin                      |
| Scrum                                        | Ken Schwaber, Jeff Sutherland     |
| Scrum@Scale (S@S)                            | Jeff Sutherland                   |
| Scrumban                                     |                                   |
| Scaled Agile Framework (SAFe)                | Dean Leffingwell                  |

### Agilis szoftverfejlesztési gyakorlatok
Az agilis szoftverfejlesztést számos konkrét gyakorlat támogatja, amelyek olyan területeket ölelnek fel, mint a követelmények, a tervezés, modellezés, kódolás, tesztelés, tervezés, kockázatkezelés, folyamat, minőség stb. Néhány figyelemre méltó agilis szoftverfejlesztési gyakorlat a következőket foglalja magában: 
| Gyakorlat                                                       | Fő közreműködő(k)         |
| --------------------------------------------------------------- | ------------------------- |
| Elfogadási teszt által vezérelt fejlesztés (ATDD)               |                           |
| Agilis modellezés                                               |                           |
| Agilis tesztelés                                                |                           |
| Termék teendőlista (Termék és Sprint)                           | Ken Schwaber              |
| Viselkedésvezérelt fejlesztés (BDD)                             | Dan North, Liz Keogh      |
| Folyamatos integráció (CI)                                      | Grady Booch               |
| Többfunkciós csapat                                             |                           |
| Daily Stand-up / Daily Scrum \| James O Coplien                 |                           |
| Területvezérlet design                                          | Eric Evans                |
| Iteratív és növekményes fejlesztés (IID)                        |                           |
| Kevés kódírást igénylő fejlesztési platformok                   |                           |
| Páros programozás                                               | Kent Beck                 |
| Tervezőpóker                                                    | James Grenning, Mike Cohn |
| Újraírás (refactoring)                                          | Martin Fowler             |
| Visszatekintés (retrospektív)                                   |                           |
| Scrum események (sprint tervezés, áttekintés és visszatekintés) |                           |
| Példaalapú specifikáció                                         |                           |
| Történetvezérelt modellezés                                     | Albert Zündorf            |
| Tesztvezérelt fejlesztés (TDD)                                  | Kent Beck                 |
| Idődobozolás (timeboxing)                                       |                           |
| Felhasználói történet (User story)                              | Alistair Cockburn         |
| Sebesség (Velocity)                                             |                           |

## Az agilis módszertan terjedése más területeken
Az agilis megközelítést már nem csak a szoftver-, de a szervezetfejlesztés is alkalmazza. Terjedését az indokolja, hogy a módszertan jó választ ad a mai korra jellemző bizonytalanságra és komplexitásra. A módszertan használatával ugyanis általánosságban is gyorsabb a termékfejlesztés, nem csak a szoftver esetében. Gyorsabban lehet választ találni a piaci változásokra és magasabb termelékenység érhető el, mint hagyományos módon.
Ezért a legkülönfélébb ágazatokban vannak már példák a szervezet agilissá való alakítására, vagyis agilis transzformációra. Ilyenkor az alapoktól átgondolják a folyamatokat és kultúraváltásra is szükség van. Nem véletlen, hogy elsősorban olyan szervezetek vállalkoznak erre, ahol már az IT fejlesztés is agilis módon történik.

## További olvasnivaló
- Abrahamsson, P., Salo, O., Ronkainen, J., & Warsta, J. (2002). Agile Software Development Methods: Review and Analysis. VTT Publications 478.
- Cohen, D., Lindvall, M., & Costa, P. (2004). An introduction to agile methods. In Advances in Computers (pp. 1–66). New York: Elsevier Science.
- Dingsøyr, Torgeir, Dybå, Tore and Moe, Nils Brede (ed.): Agile Software Development: Current Research and Future Directions, Springer, Berlin Heidelberg, 2010.
- Fowler, Martin. Is Design Dead?. Appeared in Extreme Programming Explained, G. Succi and M. Marchesi, ed., Addison-Wesley, Boston. 2001.
- Larman, Craig and Basili, Victor R. Iterative and Incremental Development: A Brief History  IEEE Computer, June 2003
- Riehle, Dirk. A Comparison of the Value Systems of Adaptive Software Development and Extreme Programming: How Methodologies May Learn From Each Other. Appeared in Extreme Programming Explained, G. Succi and M. Marchesi, ed., Addison-Wesley, Boston. 2001.
- M. Stephens, D. Rosenberg. Extreme Programming Refactored: The Case Against XP. Apress L.P., Berkeley, California. 2003. (ISBN 1-59059-096-1)
- Shore, J., & Warden S. (2008). The Art of Agile Development. O'Reilly Media, Inc.
- Willison, Brian (2008). Iterative Milestone Engineering Model. New York, NY.
- Willison, Brian (2008). Visualization Driven Rapid Prototyping. Parsons Institute for Information Mapping.
- Csaba Zoltán, Mizsei Szabolcs (2019): Kiáltvány az agilis módszertani zaklatás ellen Archiválva 2020. január 13-i dátummal a Wayback Machine-ben
- Two Ways to Build a Pyramid Archiválva 2013. szeptember 6-i dátummal a Wayback Machine-ben, John Mayo-Smith (VP Of Technology At R/GA), October 22, 2001
- The New Methodology Martin Fowler's description of the background to agile methods
- Ten Authors of The Agile Manifesto Celebrate its Tenth Anniversary
- https://www.horvath-partners.com/hu/media-center/cikkek/12-jo-tanacs-agilis-transzformaciohoz/
- https://hu.asystems.as/konferencia-ne-legyen-az-agile-fragile/
- https://www.pmi.org/learning/library/agile-problems-challenges-failures-5869
- https://www.infoq.com/articles/agile-agile-blah-blah/
- https://ronjeffries.com/articles/018-01ff/abandon-1/
- Tom Gilb élete és munkássága